# 프란시스코 산호세
프란시스코 산호세 가르시아(스페인어: Francisco Sanjosé García, 1952년 11월 22일, 안달루시아 주 세비야 ~)는 스페인의 전직 프로 축구 선수로, 현역 시절에 세비야에서 수비수로 활약했다. 그는 스페인 선수단 일원으로 1976년 하계 올림픽에 참가했었다.